# O Renovador

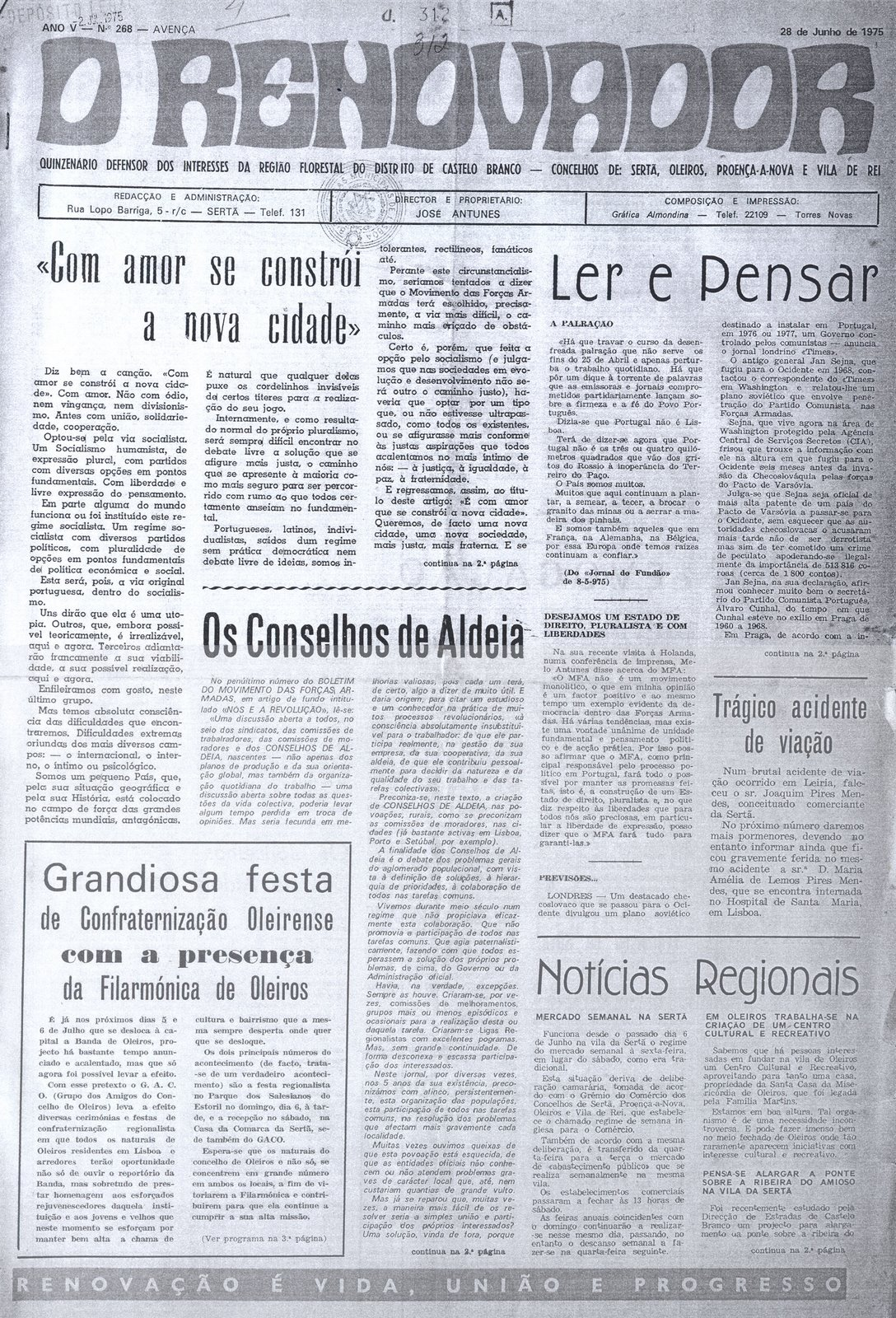
O Renovador numa das suas últimas edições em 1975.

O Renovador foi um jornal quinzenário publicado na Sertã. Era seu director e proprietário José Antunes (irmão do padre Manuel Antunes, e que foi presidente da Câmara Municipal da Sertã). Afirmava-se como defensor dos interesses da região florestal do distrito de Castelo Branco, ou seja os concelhos da Sertã, Oleiros, Proença-a-Nova e Vila de Rei.
O Renovador iniciou a sua publicação em 14 de Fevereiro de 1970 e publicou-se até ao Verão de 1975, quando foi extinto.
O conselho de redacção era constituído por José Antunes, Maria de Lurdes Lopes Fernandes, Américo Nunes, Carlos Girão e Raul Américo da Silva Simões. Contava com o padre João Maia entre os seus colaboradores regulares.